# Дуайт Ейзенхауер

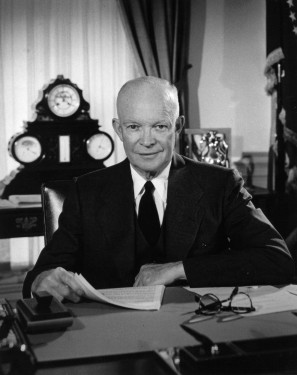
Президент Ейзенхауер в Овальному кабінеті Білого Дому 29 травня 1959 р.

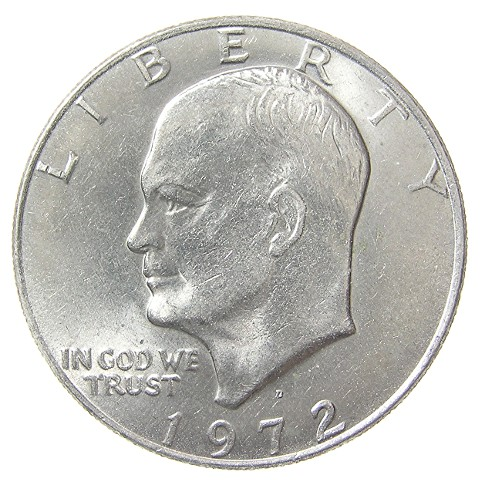
Долар Ейзенхауера

Дуайт Девід «Айк» Ейзенхауер (також Двайт Айзенгавер, англ. Dwight David «Ike» Eisenhower; 14 жовтня 1890, Денісон, Техас — 28 березня 1969, Вашингтон) — американський військовий і державний діяч, 34-й президент США (1953—1961), один із головних американських воєначальників Другої світової війни, головнокомандувач сил Антигітлерівської коаліції в Європі, генерал армії (1944), кавалер багатьох нагород, зокрема радянського ордена «Перемога» (1945).
Народився у великій родині з пенсильвансько-німецьким діалектом у місті Денісон, Техас та провів дитинство в Абіліні, Канзас. Його родина мала сильні релігійні почуття, мати служила у Свідках Єгови, проте Двайт не був прихильником якоїсь із церков до 1952 року. Здобув освіту у військовій академії США (Вест — Пойнт) в 1915 році та одружився з Мері Доуд, мав двох синів від їхнього шлюбу. Брав участь у Першій світовій війні, відмовився служити в Європі та командував підрозділом, який тренував танкістів. Під час Другої світової відповідав за планування та проведення операції «Смолоскип» у Північній Африці, успішного наступу у Франції та Німеччині в операції «Оверлорд» на Західному фронті. Після війни обіймав посаду начальника штабу армії США, президента Колумбійського університету (1948—1953). В 1951 році став першим головнокомандувачем НАТО (1951—1952).
У 1953 році став президентом після перемоги на президенських виборах, в 1956 році переміг другий раз, отримавши вдвічі більше голосів, ніж суперник Едлай Юінг Стівенсон II. Головною метою президентства було придушення поширення комунізму та зниження федерального дефіциту.

## Життєпис

### Ранні роки
Народився в сім'ї Девіда та Айди Елізабет Ейзенхауерів. За походженням був пенсильванським німцем і виріс у Канзасі у великій родині з батьками із сильними релігійними поглядами. Ім'я Дуайт отримав на честь проповідника ХІХ сторіччя, Дуайта Муді.
1891 р. разом із батьками переїхав до міста Абилін, штат Канзас. Біографи згадують боксерський двобій 1903 року за звання абсолютного чемпіона Абиліна з боксу. Суперник Дуайта Веслі Меріфілд переважав його за фізичними даними. Побоїще тривало до темряви, обидва учасники ледве пересувалися, але ніхто не хотів поступатися. Перемоги не здобув ніхто. Після двобою Дуайту довелося три дні відлежуватися вдома й пропустити шкільні заняття. Закінчив середню школу в 1909 р. і після цього вчився у військовій академії Вест-Пойнт з 1911 до 1915 року. В академії Дуайт серйозно зайнявся футбольною кар'єрою. Його включили до збірної команди армії. «Нью-Йорк Таймс» характеризував Ейзенхауера як «одного з найбільш талановитих захисників у східному футболі». Утім, в одній з ігор він зазнав важкої травми коліна, яка перекреслила спортивну кар'єру. Важка травма нагадувала про себе протягом усього життя. Одружився з Мері Женевою Деуд і мав двох синів. Близький друг Джорджа Сміта Паттона.

### Рання військова кар'єра
Служив у піхоті до 1918 в різних військових таборах у Техасі і Джорджії. Протягом Першої світової війни став 3-м у керівництві нового танкового корпусу і отримав тимчасове звання підполковника в Національній Армії. Відбув війну, навчаючи танкові екіпажі в Пенсільванії. Після війни йому повернули попереднє звання капітана (він отримав звання майора декількома днями пізніше) перед переведенням у Форт Джордж Мід, Меріленд, де він залишався до 1922. Його інтерес у питаннях ведення війни танками підсилили багато бесід із Джорджем Паттоном та іншими воєначальниками танкових військ.
1922–1924 — служив у зоні Панамського каналу під проводом генерала Фокса Коннера. Під опікунством Коннера навчався військовій історії та теорії і пізніше цитував величезний вплив генерала на його військові погляди. У 1925–1926 відвідував командно-штабний коледж у Форт Лівенворті, Канзас, а потім служив командиром батальйону у Форт Беннінг, Джорджія до 1927 р.
Далі служив у Американській комісії бойових пам'ятників, навчався у воєнному коледжі армії Карлайл-Барракс (1928), був виконавчим офіцером генерала Джорджа В. Мослі, помічника військового міністра (1929—1933). З 1933 до 1935 року працював помічником начальника штабу армії генерала Макартура. Після цього він до 1939 року служив на Філіппінах, де був помічником військового радника місцевого уряду.
1936 — отримав звання підполковника. Повернувшись до США, у 1939–1941 рр. перебував на різних штабних посадах у Вашингтоні, Каліфорнії та Техасі. З березня до грудня 1941 — начальник штабу 3-ї армії у Форті Сема Г'юстона в Техасі. Після цього отримав звання полковника, а потім — бригадного генерала (вересень 1941).

### Друга світова війна
У грудні 1941 року США вступили в Другу світову війну. Спочатку Ейзенхауер обіймав керівні посади у відділі військового і оперативного планування в штабі армії на чолі з генералом Джорджем Маршаллом. З листопада 1942 до жовтня 1943 року командував силами союзників при наступі у Східній Африці, Сицилії й Італії. Після Тегеранської конференції західні союзники відкрили «другий фронт» у Франції, й Ейзенхауер став Верховним головнокомандувачем експедиційними силами. Він командував англо-американськими силами вторгнення[джерело?] в Нормандії 6 червня 1944 року, коли була розпочата Операція «Оверлорд». У грудні присвоєно звання генерала армії. Кавалер радянського ордену «Перемога» (1945).

### Президентство і подальше життя
Після Другої світової війни служив начальником штабу армії при президентові Гаррі Трумені, потім обійняв посаду президента Колумбійського університету.
Ейзенхауер розпочав президентську кампанію 1952 року як республіканець. Передвиборча кампанія проводилася під гаслами хрестового походу проти «комунізму, Кореї та корупції». Виступав проти ізоляціонізму сенатора Роберта Тафта. Ейзенхауер переміг з великим відривом, перемігши кандидата від демократів Е. Стівенсона, завершивши два десятиліття коаліції Нового договору. Обраний 34-м президентом США 1952 року й переобраний через 4 роки. Перебував на посту президента у 1953–1961 рр.
Дуайт Ейзенхауер проявив себе одночасно, і прекрасним стратегом, і відмінним державним діячем у координації союзників під час і після Другої світової війни.
У перший рік свого президентства домігся повалення лідера Ірану (див. Іранський державний переворот (1953)) і, погрожуючи ядерною зброєю, домігся завершення Корейської війни з Китаєм.
Його «політика Нового погляду» щодо ядерного стримування надавала перевагу недорогій ядерній зброї за одночасного зменшення фінансування конвенційних збройних сил; метою був тиск на Радянський Союз і зменшення дефіциту федерального бюджету.
1954 року Ейзенхауер першим сформулював теорію доміно у своєму описі загрози глобальній економічній та військовій гегемонії Сполучених Штатів у зв'язку з поширенням комунізму і антиколоніальних рухів в результаті перемоги комуністів у Першій Індокитайській війні. 24 серпня 1954 року був підписаний закон про контроль над комуністичною діяльністю, у якому прямо говорилося про позбавлення компартії «будь-яких прав, привілеїв і імунітету, властивих організаціям, створеним на основі законів США».
1955 року Конгрес затвердив на його прохання Формозську резолюцію, яка зобов'язала США надавати військову підтримку прозахідній Китайській Республіці у Тайвані і зайняти ворожу позицію щодо Китайської Народної Республіки Китаю на материковій частині Китаю.
Автор специфічного і довготривалого зовнішньополітичного курсу уряду США на Близькому і Середньому Сході, відомого як «доктрина Ейзенхауера».
Ейзенхауер змусив Ізраїль, Велику Британію та Францію припинити їхнє вторгнення до Єгипту під час Суецької кризи 1956 року. 29 травня цього ж року президент надав другому за величиною дереву в світі — Секвоїдендрон «Генерал Грант» — статус національної святині, меморіалу для кожного, хто загинув у цій війні. 1958 р. він надіслав 15 000 американських солдатів до Лівану, щоб втримати прозахідний уряд від падіння під час революції, якій сприяв Насер.
Ближче до кінця терміну правління Ейзенхауера було провалено (через інцидент зі знищеним під Свердловськом (нині Єкатеринбург) літаком U-2) його зусилля щодо проведення американсько-радянської зустрічі на вищому рівні. 1961 року у своєму прощальному зверненні до нації Ейзенхауер висловив занепокоєність щодо майбутніх небезпек масивних військових витрат, особливо дефіцитного фінансування та державних контрактів із приватними військовими виробниками, і ввів термін «військово-промисловий комплекс».
Після того, як Радянський Союз запустив перший у світі штучний супутник 1957 року, Ейзенхауер санкціонував створення НАСА, що призвело до «космічних перегонів» між США і «Країною Рад».
На внутрішньому фронті, він таємно виступав проти Джозефа Маккарті та сприяв кінцю маккартизму, відкрито закликаючи до сучасної розширеної версії так званого привілею виконавчої влади (щодо захисту від певних судових позовів). У багатьох інших питаннях він покладався на віцепрезидента Річарда Ніксона. Ейзенхауер був помірним консерватором, продовжував Новий курс і розширив соціальне забезпечення.
Серед його інновацій, які мали тривалий вплив, були:
- запуск системи автомагістралей між штатами;
- заснування Агентства передових оборонних дослідницьких проєктів США (DARPA), одним із численних безцінних розробок якого була мережа, з якої розвинувся Інтернет;
- Національне управління з аеронавтики і дослідження космічного простору (НАСА), що проводить мирні космічні дослідження;
- розвиток сильної наукової освіти завдяки актові про національну оборонну освіту;
- заохочення мирного використання атомної енергії через поправки до акта про атомну енергію, — саме Ейзенхауер запропонував створити Міжнародне агентство з атомної енергії (МАГАТЕ).[6]

У соціальній політиці, він 1957 року надіслав федеральні війська в Літл-Рок, штат Арканзас, вперше з часу Реконструкції Півдня для забезпечення дотримання федеральних судових наказів про десегрегацію державних шкіл. Він також підписав закони про громадянські права в 1957 і 1960 роках щодо захисту права голосу. Він провів десегрегацію в збройних силах упродовж двох років і зробив п'ять призначень до Верховного суду. Він був першим президентом з обмеженим терміном відповідно до 22-ї поправки. Роки правління Ейзенхауера були здебільшого мирними і відзначалися значним економічним процвітанням, за винятком різкого спаду в 1958—1959 роках. Ейзенхауер неодноразово був оцінений дослідниками як один з найвидатніших президентів США.
27 червня 1964 року — урочисто відкрив пам'ятник Тарасові Шевченку у Вашингтоні.
У травні 1968 переніс 4-й інфаркт міокарда за останні 13 років. Лежав у військовому госпіталі Волтер-Рід у Вашингтоні, дружина Меймі чергувала біля його ліжка.
Помер 28 березня 1969 року — Меймі була поряд і тримала його за руку.

## Погляди
Вважав, що фундаментом нації є віра в Бога, патріотизм та вільна конкуренція. Свій перший день у офісі президента Ейзенхауер розпочав з передінавгураційної Служби Божої в пресвітеріанській церкві. Після присяги, під час якої його рука лежала на двох Бібліях, президент оголосив спонтанну молитву. 
Був знайомий з проповідником Біллі Гремом, під впливом якого вирішив узяти участь у першому Національному молитовному сніданку у 1953 році.
У 1954 році до Клятви вірності додали слова "Під Богом"
Також на доларах США було надруковано “In God We Trust”.